# (12086) Joshualevine
(12086) Joshualevine (1998 HC22) – planetoida z pasa głównego asteroid okrążająca Słońce w ciągu 3,73 lat w średniej odległości 2,4 j.a. Odkryta 20 kwietnia 1998 roku.